# Trận Toba-Fushimi
Trận Toba-Fushimi (鳥羽・伏見の戦い (Điểu Vũ-Phục Kiến chiến) Toba-Fushimi no Tatakai) diễn ra giữa quân đội bảo hoàng và Mạc phủ Tokugawa trong cuộc Chiến tranh Boshin ở Nhật Bản. Trận đánh bắt đầu vào ngày 27 tháng 1 năm 1868 (3 tháng 1 âm lịch), khi quân đội của Mạc phủ Tokugawa và liên quân Chōshū, Satsuma và Tosa giao chiến gần Fushimi. Trận đánh diễn ra trong vòng 4 ngày, kết thúc với thất bại quyết định của Mạc phủ Tokugawa.

## Bối cảnh
Ngày 4 tháng 1 năm 1868, sự phục hồi Đế quyền chính thức được tuyên bố. Tướng quân Tokugawa Yoshinobu từ trước đó đã trao trả quyền lực của mình cho Thiên hoàng, đồng ý là "một công cụ để thực hiện" mệnh lệnh của Thiên hoàng. Mạc phủ Tokugawa đã chấm dứt. Tuy vậy, trong khi việc Yoshinobu buông bỏ quyền lực đã tạo ra một chỗ trống trên danh nghĩa ở vị trí cao nhất của chính quyền, bộ máy của ông vẫn tiếp tục tồn tại. Hơn nữa, gia đình Tokugawa vẫn là một thế lực nổi bật trong trật tự tiến trình chính trị. Một viễn cảnh mà những người cứng rắn ở các phiên Satsuma và Choshu khó có thể chấp nhận được.
Mặc dù đa phần hội đồng cố vấn của Thiên hoàng Minh Trị mới 15 tuổi bằng lòng với lời tuyên bố chính thức việc quyền thống trị trực tiếp của triều đình và có khuynh hướng ủng hộ tiếp tục hợp tác với nhà Tokugawa, Saigō Takamori đe dọa các thành viên của hội đồng phải ra lệnh tịch thu đất đai của Yoshinobu.
Mặc dù ban đầu ông đồng ý với yêu cầu của triều đình, ngày 17 tháng 1 năm 1868, Yoshinobu tuyên bố rằng "ông sẽ không bị trói buộc bởi lời tuyên cáo phục hồi Đề quyền và kêu gọi triều đình hủy bỏ nó." Ngày 24 tháng 1, sau sự khiêu khích của các ronin Satsuma ở Giang Hộ, Yoshinobu, từ căn cứ của mình ở thành Osaka quyết định chuẩn bị tấn công kinh đô Kyoto, bề ngoài là đuổi các phần tử Satsuma và Choshu đang chi phối triều đình và "giải thoát" Thiên hoàng Minh Trị khỏi ảnh hưởng của họ.

## Chuẩn bị
Trận đánh bắt đầu với việc lực lượng Mạc phủ tiến theo hướng Kyoto để đưa bức thư của Yoshinobu, cảnh báo Thiên hoàng về những âm mưu của Satsuma và quan lại trong triều ủng hộ nó, ví dụ như Iwakura Tomomi.
15.000 quân hùng mạnh của Mạc phủ gấp 3 lần quân đội Satcho, và bao gồm phần lớn người từ Kuwana, và phiên Aizu, được tiếp viện bằng lực lượng không chính quy của Shinsengumi. Mặc dù một số là lính đánh thuê, nhưng những người khác đã được các cố vấn quân sự Pháp huấn luyện. Phần lớn binh lính tiền quân được trang bị theo kiểu cổ, với giáo và kiếm. Cần lưu ý rằng về phía họ không có dự định rõ ràng về việc giao chiến, bằng chứng là nhiều lính tiên phong có súng mà không có đạn.
Mặc dù Choshu và Satsuma ít hơn, quân lính của họ được trang bị đầy đủ bằng lựu pháo Armstrong, súng trường Minié và một vài súng máy.

## Trận đánh ngày 27 tháng 1
Vào khoảng 17 giờ ngày 27 tháng 1 năm 1868, quân tiên phong Mạc phủ, phần lớn là binh lính từ Mimawarigumi của Sasaki Tadasaburo, tiến đến các đồn tiền phương của Satsuma ở Toba (nằm ở nơi mà nay là Minami-ku, Kyoto). Sau khi từ chối cho phép quân đội Mạc phủ đi qua một cách hòa bình, quân đội Satsuma nổ súng từ bên sườn. Một viên đạn của Satsuma bắn trúng một giá đỡ trúng cạnh ngựa của chỉ huy quân Mạc phủ là Takigawa Tomotaka, khiến con ngựa hất Takigawa và chạy trốn. Con ngựa hoảng loạn chạy, khiên hàng ngũ quân Mạc phủ hoang mang và rối loạn.
Sasaki ra lệnh cho quân đội mình tấn công các xạ thủ Satsuma, nhưng vì Mimawarigumi chỉ được trang bị giáo và kiếm, binh lính bị hạ rất nhiều. Tuy vậy, lực lượng Kuwana và một đơn vị của Kubota Shigeaki vẫn giữ trận địa, tiến hành nhiều cuộc chạm trán lẻ tẻ không quyết định. These were to be the first shots of the Boshin War.
Cùng ngày, quân Satsuma-Chōshū ở phía Nam tại Fushimi cũng chạm trán bất phân thắng bại với quân Mạc phủ.

## Các sự kiện trong ngày 28 tháng 1
Ngày 28 tháng 1, Iwakura Tomomi trao cho Saigo Takamori và Okubo Toshimichi, mệnh lệnh giả mạo của Thiên hoàng Minh Trị tuyên bố Tokugawa Yoshinobu và những thuộc hạ của ông là kẻ thù của triều đình, cho phép xuất quân chinh phạt họ, và cho phép dùng cờ thêu kim tuyến của triều đình. Những lá cờ kim tuyến này cũng là giả mạo, do Okubo Toshimichi làm vài tháng trước đó, và trữ sẵn ở phiên Choshu và dinh thự Satsuma ở kinh đô Kyoto cho đến khi có cơ hội thích hợp dùng đến chúng.
Thêm vào đó, Hoàng thân Yoshiaki, một đứa trẻ 12 tuổi đi tu tại chùa monzeki Ninna-ji được chọn trên danh nghĩa là Tổng Tư lệnh quân đội. Mặc dù Hoàng thân không hề có kinh nghiệm quân sự, sự chỉ định này thực sự chuyển quân đội liên minh Satchō thành quân đội của Thiên hoàng (hay Kangun, quan quân), là một công cụ đắc dụng trong chiến tranh tâm lý, khiến quân đội Mạc phủ rối loạn và hoang mang, vì bất cứ ai bắn vào quân đội triều đình sẽ biến thành kẻ phản bội Thiên hoàng.

## Các sự kiện ngày 29 tháng 1
Ngày thứ ba của trận đánh, cả hai bên đều chỉ đấu pháo và có vẻ như cũng ngang nhau. Khoảng giữa trưa, cờ kim tuyến của Thiên hoàng xuất hiện ở bên phía hàng ngũ Satcho. Ban đầu, cả hai bên đều không nhận ra lá cờ lạ này. Người đưa tin được cử đến cả hai phía để giảng giải nó là cái gì. Quân đội Mạc phủ hoàng loạn, còn quân Satcho thì sĩ khí gia tăng, rút gươm xông đến hàng ngũ quân Tokugawa. Quân Mạc phủ cố phản công, nhưng buộc phải rút lui trong hoảng loạn.

## Kết thúc
Sau trận đánh, quân Mạc phủ cố tập hợp lại tại thành Yodo, nhưng bị từ chối cho vào, vì đại danh của phiên Yodo đã chuyển sang phe Thiên hoàng khi xuất hiện cờ của Thiên hoàng và đánh bại quân đội Mạc phủ. Đại danh của một địa điểm chiến lược nữa là phiên Tsu cũng làm vậy 2 ngày sau đó. 

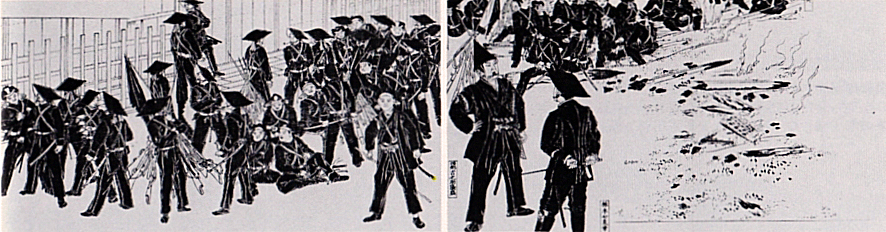
Saigo Takamori (với mũ cao) kiểm tra binh lính Chōshū tại Fushimi.

Tại thành Osaka, Tokugawa Yoshinobu triệu tập các cố vấn và tướng lĩnh để lên chiến lược, và tăng cường sĩ khí, họ khuyên ông nên ra chiến trường với tư cách tư lệnh của quân đội Mạc phủ. Đêm đó, ông chạy khỏi thành Osaka cùng với các đại danh của Aizu và Kuwana, chạy đến Giang Hộ trên tàu chiến Kaiyō maru của Mạc phủ. Vì Kaiyō maru chưa đến, ông tị nạn đêm đó trên tàu chiến Mỹ, USS Iroquois thả neo tại vịnh Osaka. Tàu Kaiyō maru đến nơi ngày hôm sau. Khi tàn quân của ông biết rằng Chinh di Đại tướng quân đã bỏ rơi họ, họ rời khỏi thành Osaka, tòa thành này sau đó đầu hàng quân đội triều đình mà không kháng cự. Yoshinobu sau đó nói rằng ông đã bị mất bình tĩnh vì sự phê chuẩn của Thiên hoàng cho các hành động của Satsuma và Chōshū, và khi lá cờ kim tuyến xuất hiện, ông mất hoàn toàn ý chí chiến đấu.
Các cố vấn người Pháp như Jules Brunet và Cazeneuve, những người có mặt ở trận đánh, rời Osaka và trở về Giang Hộ ngày 12 tháng 1, cùng với Enomoto Takeaki trên tàu Fujisan. Enomoto mang theo mình nhiều tài liệu và một kho tàng tới 180.000 ryō (lượng). Họ đến Giang Hộ ngày 14 tháng 1.

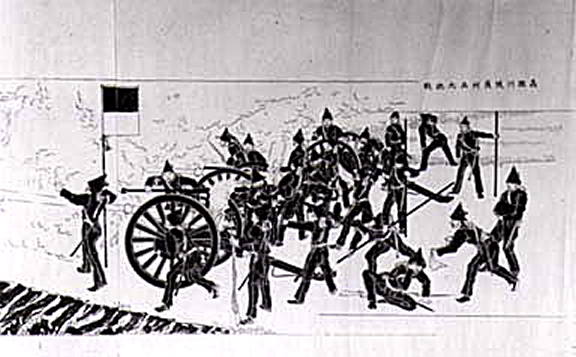
Một pháo đội Satsuma khi chiến đấu.

## Kết quả
Ảnh hưởng của trận Toba-Fushimi vượt ra ngoài quy mô nhỏ của nó. Thanh thế và sĩ khí của Mạc phủ Tokugawa suy yếu nghiêm trọng, và nhiều đại danh vốn trung lập nay tuyên bố ủng hộ Thiên hoàng và đề nghị được trợ giúp quân sự để chứng minh lòng trung thành mới của mình. Thậm chí quan trọng hơn nữa là nỗ lực bất thành của Tokugawa Yoshinobu giành lại quyền kiểm soát các phần tử im hơi lặng tiếng trong triều đình mới ủng hộ một giải pháp hòa bình cho cuộc chiến. Thành Osaka, một biểu tượng quan trọng cho quyền bá chủ của nhà Tokugawa với khu vực phía Tây Nhật Bản rơi vào tay quân triều đình. Chiến thắng này cũng khởi đầu quá trình giải quyết tình hình bằng quân sự thay vì thương thảo chính trị.

### Link liên quan
- Văn thư lưu trữ quốc gia Nhật Bản: Boshinshoyo Kinki oyobi Gunki Shinzu, sao chép tỉ mỉ là cờ hoàng gia  màu được quân đội triều đình sử dụng trong trận Toba-Fushimi Lưu trữ ngày 3 tháng 4 năm 2008 tại Wayback Machine